# Chuột chù Kivu
Chuột chù Kivu, tên khoa học Crocidura kivuana, là một loài động vật có vú trong họ Chuột chù, bộ Soricomorpha. Loài này được Heim de Balsac mô tả năm 1968. Chúng là loài đặc hữu của Cộng hòa Dân chủ Congo